# Přední kopaniny
Přední kopaniny jsou přírodní památka vyhlášená 1. srpna 2014 v katastru města Hustopeče v okrese Břeclav. Podobně jako v blízké památce Kamenný vrch u Kurdějova se jedná o suché stepní trávníky s dominancí sveřepu (Bromus) a kostřavy (Festuca) a o křoviny s trnkou obecnou (Prunus spinosa). Vyskytují se zde vzácné rostliny včetně hořce křížatého (Gentiana cruciata) a koniklece velkokvětého (Pulsatilla grandis) a také motýl modrásek hořcový Rebelův (Phengaris alcon f. rebeli).